# John Almgren
John Almgren, var en svensk långdistanslöpare. Han tävlade för Stockholms SK och hade det inofficiella svenska rekordet på 5 000 meter från 1895 till 1896 med tiden 17.21,9. På distansen efterträddes han av John Giske.

### Fotnoter
1. ↑   Nordisk Familjeboks Sportlexikon. Stockholm: Nordisk Familjeboks Förlags AB. 1938−1949

### Allmänna
- Swedish Athletic Page hämtat från the Wayback Machine (arkiverat 17 oktober 2011).